# Sutton Foster
Sutton Lenore Foster (ur. 18 marca 1975 w Statesboro) – amerykańska aktorka i piosenkarka, wyróżniona nagrodami Tony za role w przedstawieniach Thoroughly Modern Millie i Anything Goes.

## Filmografia

### Filmy
| Rok  | Tytuł                     | Rola           | Uwagi                     |
| ---- | ------------------------- | -------------- | ------------------------- |
| 1989 | Mr. Terbillion's Ambition | Sarah          | krótkometr.               |
| 2008 | Just in Case              | Boy (głos)     |                           |
| 2013 | Shrek the Musical         | królewna Fiona | sfilmowane przedstawienie |
| 2014 | Choleryk z Brooklynu      | Adela          |                           |
| 2014 | The Nobodies              | Amy            | krótkometr.               |
| 2015 | Gravy                     | Kerry          |                           |
| 2016 | Mired                     | Żona (głos)    | krótkometr.               |
| 2021 | Anything Goes             | Reno Sweeney   | sfilmowane przedstawienie |

### Telewizja
| Rok     | Tytuł                              | Rola                              | Uwagi              |
| ------- | ---------------------------------- | --------------------------------- | ------------------ |
| 2007    | Jasiek i Tyćki                     | Tina                              | 1 odc.             |
| 2007    | Flight of the Conchords            | Coco                              | 3 odc.             |
| 2010    | Prawo i porządek: sekcja specjalna | Rosemary                          | 1 odc.             |
| 2012    | Bananowy doktor                    | Julie Sharp                       | 1 odc.             |
| 2012–13 | Tancerki                           | Michelle Simms                    | gł. obs. (18 odc.) |
| 2013-20 | Klinika dla pluszaków              | Frida (głos)                      | 4 odc.             |
| 2014    | Świry                              | Gretchen Eikleberry               | 1 odc.             |
| 2015–21 | Younger                            | Liza Miller                       | główna rola        |
| 2015    | Elementary                         | Tara Parker                       | 1 odc.             |
| 2016    | Wściekłe psy                       | Gerda                             | 1 odc.             |
| 2016    | Żona idealna                       | Witness                           | 1 odc.             |
| 2016    | Gilmore Girls: A Year in the Life  | Violet                            | 1 odc.             |
| 2018    | Instinct                           | Celia Walker                      | 1 odc.             |
| 2019    | Into the Dark                      | Lauren                            | 1 odc.             |
| 2020    | A Million Little Things            | Chloe                             | 1 odc.             |
| 2021    | Ridley Jones: Strażniczka muzeum   | Mama Jones / pani Sanchez (głosy) | 11 odc.            |